# مجزرة مستيري
بين 27 و28 مايو 2023، هاجم مسلحون تابعون لقوات الدعم السريع بلدة مستيري غرب دارفور خلال معركة الجنينة، مما أسفر عن مقتل 97 مدنيًا من قبيلة المساليت بعد اشتباكات قصيرة مع حزب التحالف الوطني السوداني ومجموعة من القبيلة، وقد دمرت المدينة بسبب هذا النزاع.

## مقدمة
طوال فترة الحرب في دارفور، كانت بلدة مستيري مركزًا للعنف بين القبائل المرتبطة بالجنجويد وقوات الدعم السريع ضد القبائل الموجودة في المدينة، وكانت أغلبها من المساليت. ونتيجة لانخفاض الحماية التي يقدمها الجيش السوداني واليوناميد في أعقاب اتفاق جوبا للسلام في عام 2020، تشكلت مجموعات من المساليت للدفاع عن السكان في مستيري. وكانت البلدة مسرحًا لمذابح ارتكبتها قوات الدعم السريع في عام 2020، والتي أسفرت عن مقتل 42 مساليت و18 مهاجمًا.
وفي مارس 2023، نقلت القوات المسلحة السودانية قاعدتها من مستيري إلى الجنينة، عاصمة ولاية غرب دارفور. عندما اشتدت معركة الجنينة في مايو 2023، بدأ مقاتلو قوات الدعم السريع بمهاجمة المساليت بشكل جماعي في المدينة، مما أسفر عن مقتل أكثر من ألف شخص، أغلبهم منهم من المساليت. ونتيجة لذلك، كانت القوة الوحيدة التي تدافع عن المدينة هي التحالف الوطني السوداني بقيادة والي غرب دارفور خميس أبكر. في 26 مايو/أيار، اشتبكت مجموعات المساليت في جبال مستيري، والتي كانت تدافع ضد هجمات قوات الدعم السريع في جبل دوروندي. ثم انتقلت مجموعة ثانية من المساليت إلى جبل شورونغ القريب لإضافة الدعم والحماية للمدينة.
وفي 27 مايو/أيار، اندلعت معركة بجبل الدرندي، على بعد ثلاثة كيلومترات من مستيري، بين القوات السودانية وقوات الدعم السريع. قُتل سبعة عشر جنديًا من القوات المسلحة السودانية وأصيب عشرة.

## المذبحة
قبل هجوم مستيري، حاصرت مجموعة مكونة من 300 مقاتل من قوات الدعم السريع والقبائل المتحالفة معها البلدة ليلة 27 مايو/أيار، باستثناء الجنوب والغرب. وجاء المقاتلون من قبائل أولاد رشيد والمسيرية وأولاد جنوب بقيادة محمد زين تاج الدين وحميد يوسف مصطفى. وينتمي بعض المهاجمين إلى جماعتي ميما والبرقو العرقيتين. وصل المهاجمون في اثنتي عشرة سيارة لاند كروزر، ثمانية منها مملوكة لقوات الدعم السريع، وأربع منها خاصة. وامتطى مقاتلون آخرون نحو 150 حصانا و140 دراجة نارية. وتدخل حوالي 90 من مقاتلي التحالف السوداني، أحد الموقعين على اتفاق جوبا، في المدينة بقيادة النقيب الطيب عبد الله أحمد.
بدأت الاشتباكات الأولى في جبل شورونغ بعد شروق الشمس مباشرة، عندما شن الجنجويد هجوما من الغرب. وجاءت الهجمات اللاحقة من الشمال والجنوب. وجاء الجنجويد على شكل موجات، بحسب أحد الخبراء الذين شاركوا في الهجمات، وانتشرت العديد من مجموعات الدفاع الذاتي في أنحاء البلدة وما حولها في مجموعات مكونة من 7 إلى 15 فرداً. وسرعان ما سقطت جماعات المساليت في أيدي الجنجويد. استمرت المعارك بين التحالف السوداني والجنجويد لمدة ثلاث ساعات ونصف، ذكر خلالها المدنيون أن المقاتلين العرب ذهبوا من منزل إلى منزل، وقتلوا المساليت ذوي البشرة الداكنة وصرخوا "اقتل العبد، اقتل العبد!".
ذهب المدنيين الجرحى إلى مسجد عتيق، على الرغم من أن الجنجويد اقتحموا المكان وأطلقوا النار على الجرحى ومن يقدمون الرعاية لهم. وبعد مقتل عدة أشخاص، هتف المقاتلون "أنتم يا زرقة لن تبقوا في الجنينة! (مفردة "الزرقة" هي إهانة للسود)." كما نهب الجنجويد المنازل والمزارع والمتاجر، قبل أن يحرقوا العديد من الأحياء. ونهب واحرق سوق ميستيري بالكامل. أظهرت صور الأقمار الصناعية الملتقطة في 3 يونيو/حزيران البلدة بأكملها محترقة.

## ما بعد الكارثة
وفي وقت لاحق من يوم 29 مايو/أيار، قام السكان المتبقون بدفن جثث المدنيين القتلى في مستيري. ودُفنت حوالي 80 جثة في مقبرة جماعية بالقرب من مستشفى ميستيري في الجزء الجنوبي الشرقي من المدينة. ونقل المصابون إلى أدري أو أباشي لتلقي العلاج. احتوت المقبرة الجماعية الأولى على 59 جثة، معظمها لرجال، وقد دفنوا بسرعة بسبب الخوف من وقوع المزيد من هجمات الجنجويد. وفي الأيام التالية، دفنت المزيد من الجثث، ليصل عدد القتلى إلى 97 قتيلا. كما أصيب 160 شخصا.
وفرت تسعمائة عائلة في نفس اليوم إلى تشاد. ومن بين السكان الأصليين البالغ عددهم 26,000 نسمة، فر 17,000 إلى مدينة جونجور التشادية. ونفت قوات الدعم السريع مزاعم تورطها في المذبحة، ووصفتها بأنها "صراع قبلي".